# 冷水機

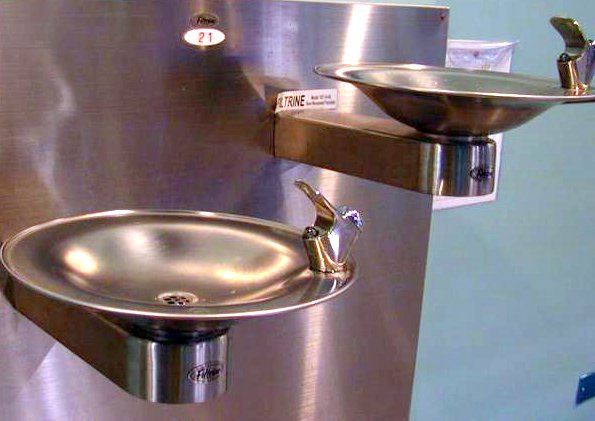
アメリカの壁掛け型冷水機

冷水機（れいすいき）とは、飲料水を冷やして、供給するための電気製品。英語の由来から、ウォータークーラーとも呼ばれる。
正しい名前はプレッシャー型 ウォータークーラーである。

## 概要
飲料水を冷やしておくための電気製品である。

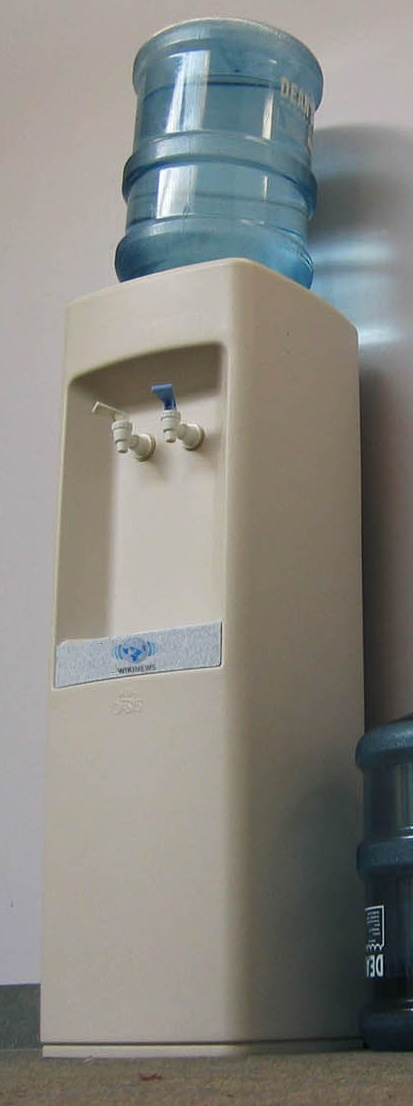
タンク貯蔵式冷水機

日本国内においては、主に床置き型と卓上型の2種類がある。前者は、蛇口近くのボタンを押すか、床付近にあるペダルを足で踏んで水を出す。後者は、ボタンを押すか、コップでレバーを押して水を出す。また、卓上型には湯やお茶（緑茶やほうじ茶）などが出る機能が付いたものもあるが、幼児による火傷の被害が出たこともあり、近年では湯が出る側のレバーは一度ボタンのようなものを強く押してからでないと出ないような安全性を高めたものになっている。
卓上型は水道管に直結されたものと、内部にタンクを持ち、水を貯蔵するものとがある。床置き型はすべて水道管に直結されている。
近年ではアメリカで主流のタンク貯蔵の床置き型もある。こちらは、水が入っている別体のタンク（巨大なボトル）を上部にセットしておき、レバーで水（あるいはお湯）を出す。重力によって水を出すため、電動ポンプを必要としない。日本では、アクアクララなどがウォーターサーバーのレンタル事業を積極的に展開をしている。
アメリカなどでは、水道管直結の床置き型はなく、その代わりに壁掛け型や壁埋め込み型が普及している。

## 設置場所

### 日本国内

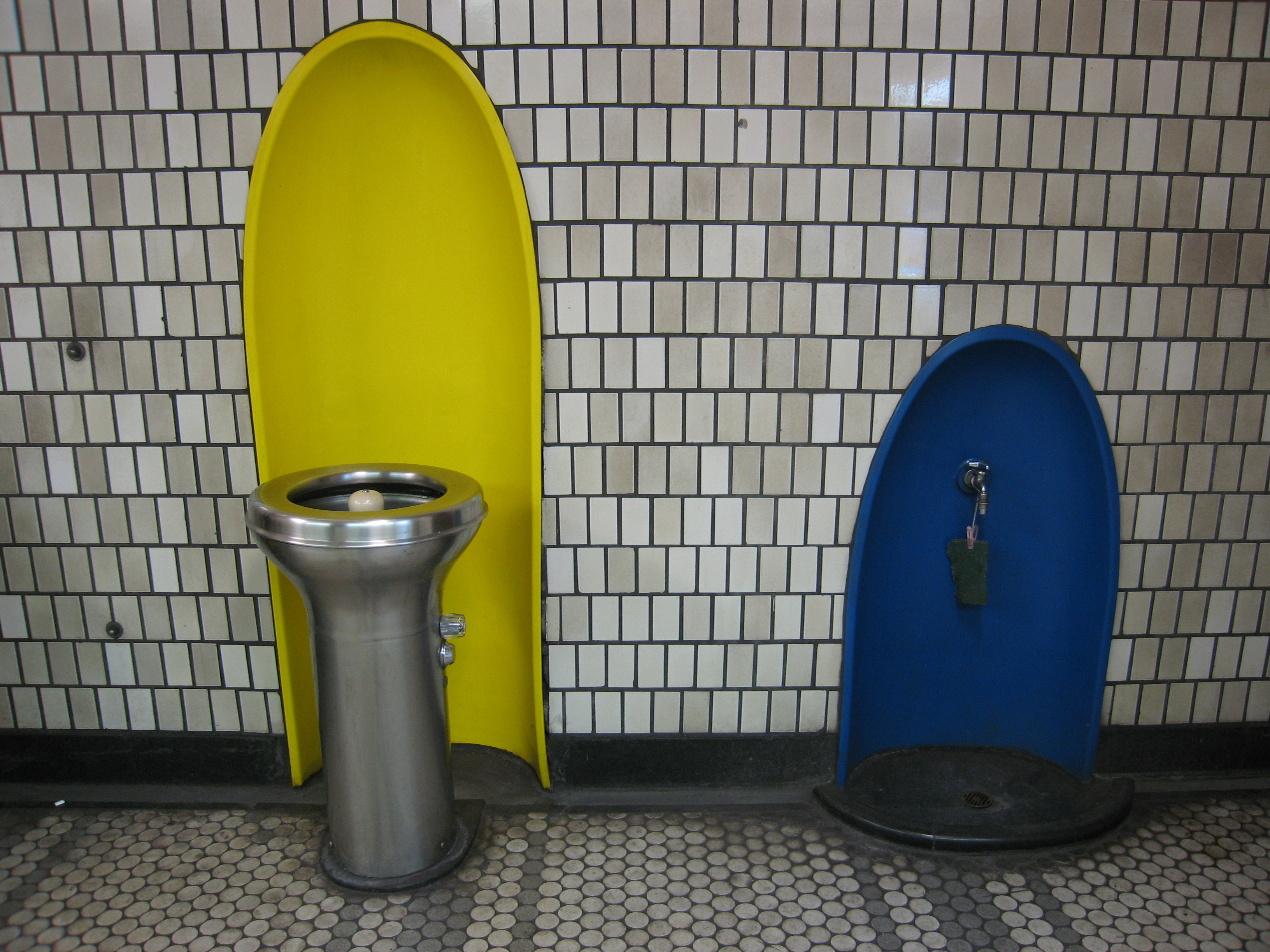
横浜市営地下鉄ブルーライン蒔田駅の冷水機

主に学校、ホール、図書館、鉄道駅、病院、競輪場や競馬場、競艇場などといった公共施設のほか、セルフサービス式の会社や工場などの社員食堂・フードコート・飲食店などで設置されている。病院によっては、服薬時の冷水機の代わりとして、紙コップ式のジュース自動販売機で水のみ無料で提供することもある（「水」のボタンを押すと、排出された紙コップに水が注がれて提供される）。
タンク貯蔵型は、小規模病院の待合室や携帯電話販売店などに置いてある事が多い（専用ボトルとセットでレンタルされている）。
アメリカ製の壁掛けタイプや冷却機器の壁内隠ぺいタイプは、車椅子でも利用しやすいユニバーサルデザインを有し、バリアフリータイプとして、日本国内の公共施設などに設置されている。国内販売されているのは、「オアシス」ブランドと「サンロック」ブランドがあるが、どちらも米国OASIS社製で
同一デザイン（仕様）である。ただし、日本国内にて国内法に適合するよう加工（製造）されており、構造は若干異なる。

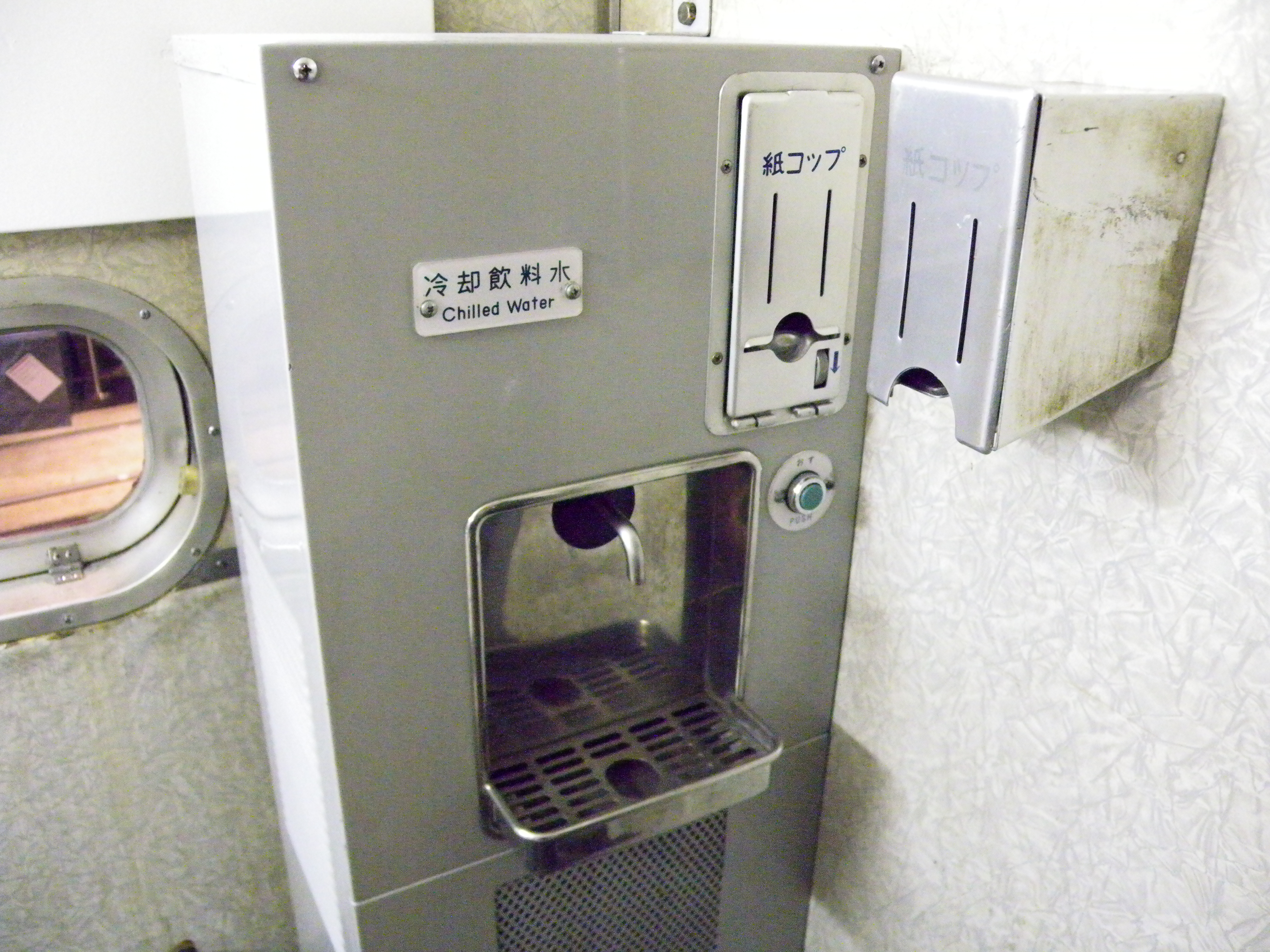
車内の冷水機

かつて昭和の戦後から平成初期にかけての時代では、旧国鉄・JRの0系など新幹線車両をはじめ、在来線でも特急形全般、寝台車、グリーン車などの車両にも多く設置されていたが、衛生検査の結果車両基地で補給される水が飲用に適していないことが判明したことや、ペットボトル容器によるミネラルウォーターの普及により、現在使用されている車両では設置されていない（代わりに飲料の自動販売機を設置している車両もあるが、のち使用を停止するケース、新製時から設置していないケースも増えている）。

### 日本国外
アメリカ合衆国では、トイレの近くに置いてある事が非常に多い。
大韓民国では、タンク貯蔵型の冷水機が百貨店や銀行などに多数設置されており、自由に利用することが出来る。
その他、タイ王国のスワンナプーム空港など、開業時期が新しい公共施設では設置されていることが多い。